# Noyers-sur-Cher
Noyers-sur-Cher település Franciaországban, Loir-et-Cher megyében. Lakosainak száma 2654 fő (2022. január 1.). Noyers-sur-Cher Saint-Romain-sur-Cher, Châtillon-sur-Cher, Couffy, Mareuil-sur-Cher, Saint-Aignan és Seigy községekkel határos.

## Népesség
A település népességének változása:
| Lakosok száma | 2089 | 2600 | 2603 | 2818 | 2773 | 2772 | 2728 | 2721 | 2708 | 2654 |
|               | 1968 | 1982 | 1990 | 2006 | 2013 | 2015 | 2017 | 2019 | 2020 | 2022 |